# Matrix (groupe)
Pour les articles homonymes, voir Matrix.
Matrix est un groupe américain de jazz fusion, originaire de Appleton, dans le Wisconsin. Leurs albums comprennent Matrix IX (également le nom original du groupe), Wizard, Tale of the Whale, Harvest et Proud Flesh. 

## Histoire
Il débute en 1974, et est connu pour ses lignes de cuivres serrées et ses thèmes musicaux complexes inspirés d'œuvres littéraires, des Indiens d'Amérique et d'autres thèmes programmatiques importants. C'est dans les années 1970 que Matrix a le plus d'impact sur la scène musicale, avec notamment des apparitions au Monterey Jazz Festival en 1976 et 1977 et au Newport Jazz Festival en 1977,,,.
Le groupe se reforme en 1992, 2000, 2002 et 2009.

## Discographie
- 1976 : Matrix IX (RCA)
- 1978 : Wizard (Warner Bros., réédité sur CD en 2009)
- 1979 : Tale of the Whale (9 semaines au Billboard's Jazz LP Chart à la fin 1979[5],[6].
- 1979 : Harvest (Pablo)
- 2002 : Proud Flesh (Summit)